# Martinikerk (Erfurt)
De Martinikerk (Duits: Martinikirche) is een kerkgebouw in het westen van de binnenstad van Erfurt, Thüringen. Het betreft een filiaalkerk van de katholieke Sint-Severusparochie.

## Geschiedenis

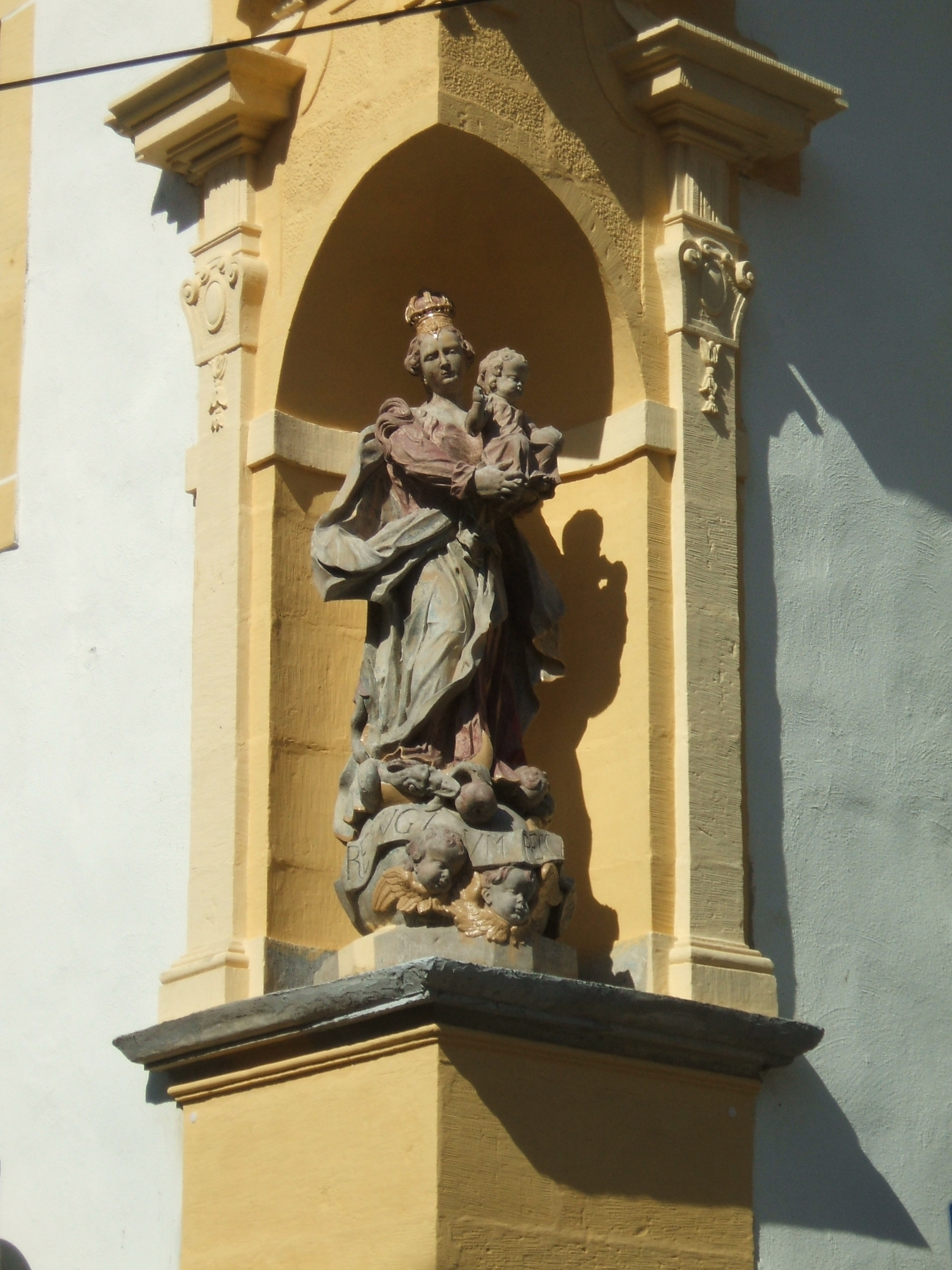
Madonna

Er wordt vermoed dat de heilige Bonifatius terwijl hij in de 8e eeuw missioneerde in Thüringen op deze plek een kerk heeft gesticht, waarvan echter niets meer resteert. In de 11e eeuw zou de buiten de middeleeuwse stadsmuren gelegen Martinikerk een van de 25 parochiekerken van Erfurt zijn geweest. Met zekerheid kan worden gesteld dat franciscaner monniken nabij een hospitaal leiden, waarvan de Martinikerk de hospitaalkerk was. Voor het eerst wordt de Martinikerk echter in 1248 beschreven.
In 1303 werd de kerk aan het nabijgelegen klooster van de cisterciënzers overgedragen. Het kerkgebouw wordt in 1472 bij een brand verwoest, maar de toren overleefde deze ramp.
Het kerkschip werd vervolgens tot 1483 gedeeltelijk herbouwd. Tijdens de onrustige periode in de Dertigjarige Oorlog werden de cisterciënzer nonnen door de Zweden uit hun klooster gezet en werden zowel de kerk als het klooster geplunderd en verwoest. Toen de nonnen in 1635 terugkeerden waren ze dermate verarmd, dat kerk en klooster slechts provisorisch konden worden hersteld.
Tussen 1755 en 1758 kon de kerk dankzij een schenking van de hulpbisschop Johann Friedrich von Lasser grotendeels weer herbouwd worden en kreeg het een barokke inrichting.
In de jaren 2001-2002 volgde een grondige renovatie. Het oudste deel van de kerk is de gotische toren, waarin twee oude klokken hangen. De oudste klok stamt uit 1419 en de andere uit 1590.
Ondanks het verwijderen van barokke elementen in de 19e eeuw, heeft de Martinikerk het barokke karakter met haar portalen, de vensters, het tongewelf, het schilderij van de Verkondiging, de kruisweg aan de zijmuren, de kansel en het hoogaltaar weten te bewaren.
In het klooster bevinden zich tegenwoordig wooneenheden.

## Orgel
Op de galerij (het voormalige nonnenkoor dat in verbinding stond met het aangrenzende klooster) bevindt zich het orgel dat werd gebouwd door Adam Eifert uit Stadtilm. Het orgel bezit 19 registers verdeeld over twee manualen en pedaal en werd in 1995 gerestaureerd.

## Bron
- (de)  Website parochie